# Триплатинамарганец
Триплатинамарганец — бинарное неорганическое соединение
платины и марганца
с формулой MnPt3,
кристаллы.

## Получение
- Сплавление стехиометрических количеств чистых веществ:

{\displaystyle {\mathsf {3Pt+Mn\ {\xrightarrow {990^{o}C}}\ MnPt_{3}}}}

## Физические свойства
Триплатинамарганец образует кристаллы
кубической сингонии,
пространственная группа P m3m,
параметры ячейки a = 0,384 нм, Z = 1,
структура типа тримедьзолота AuCu3
.
Соединение образуется по твёрдотельной реакции при температуре ≈990°С и имеет широкую область гомогенности 65÷80 ат. % платины .
Является ферромагнетиком с температурой Кюри 380 °С .